# Nagusta goedelii
Nagusta goedelii – gatunek pluskwiaka różnoskrzydłego z rodziny zajadkowatych i podrodziny Harpactorinae.
Gatunek ten opisany został w 1857 roku przez Friedricha A.R. Kolenatiego jako Zelus goedeli.
Osiąga od 12,5 do 16,3 mm długości ciała.
Palearktyczny, o rozsiedleniu pontyjsko-śródziemnomorskim. Wykazany został z Austrii, Bośni i Hercegowiny, Bułgarii, Chorwacji, Cypru, europejskiej Turcji, Grecji, byłej Jugosławii, Macedonii Północnej, Mołdawii, Rumunii, Słowacji, Słowenii, Ukrainy, Węgier i Włoch.